# Boboševo
Boboševo (búlgaro: Бобошево) é uma cidade da Bulgária, localizada no distrito de Kyustendil. A sua população era de 1,310 habitantes segundo o censo de 2010.

## População
| Boboševo | Boboševo | Boboševo | Boboševo | Boboševo | Boboševo | Boboševo | Boboševo | Boboševo | Boboševo | Boboševo | Boboševo | Boboševo | Boboševo | Boboševo | Boboševo | Boboševo | Boboševo | Boboševo | Boboševo |
| --- | -------- | -------- | -------- | -------- | -------- | -------- | -------- | -------- | -------- | -------- | -------- | -------- | -------- | -------- | -------- | -------- | -------- | -------- | -------- |
| Ano | 1887     | 1910     | 1934     | 1946     | 1956     | 1965     | 1975     | 1985     | 1992     | 2001     | 2002     | 2003     | 2004     | 2005     | 2006     | 2007     | 2008     | 2009     | 2010     |
| População |          |          |          | …        | …        | …        | …        | 2,002    | 1,845    | 1,492    | 1,461    | 1,432    | 1,409    | 1,407    | 1,404    | 1,394    | 1,366    | 1,336    | 1,310    |
| Fontes: Instituto Nacional de Estatísticas, „citypopulation.de“, „pop-stat.mashke.org“, Bulgarian Academy of Sciences |          |          |          |          |          |          |          |          |          |          |          |          |          |          |          |          |          |          |          |